# Alphonse Rabbe
Alphonse Rabbe (Riez, 18 luglio 1784 – Parigi, 31 dicembre 1829) è stato un giornalista, storico, scrittore e poeta francese.

## Biografia
Dopo aver trascorso un'infanzia senza storia in Provenza, nel 1802 lascia la casa paterna e lavora a Parigi negli studi di pittori come quello di Jacques Louis David. Ritorna in Provenza per continuare gli studi di diritto prima di tornare a Parigi per tentare la strada del teatro. Dopo la conquista dell'Europa da parte di Napoleone, entra nell'amministrazione militare e vive per oltre due anni in Spagna, dove contrae la sifilide. Tornato in Francia, partecipa a dei lavori storici. Nel 1815 Alphonse Rabbe aderisce alla Restaurazione e collabora con i realisti di Provenza. Scontento per il posto ridicolo che gli viene offerto in cambio dei suoi servizi all'epoca della Seconda Restaurazione, passa all'opposizione Liberale e repubblicana. Fonda un giornale liberale, Le Phocéen a Marsiglia, che gli sarà cagione di persecuzioni, processi e parecchi problemi. Lasciato Le Phocéen, scriverà, a partire dal 1822, su numerosi giornali, come L'Album o Le Courrier français, degli articoli sulle belle arti con delle idee liberali. Continua a scrivere opere storiche per vivere. È costantemente in contatto con esponenti del romanticismo. Victor Hugo diventa suo amico. A partire dal 1825, Rabbe vive da emarginato, roso dalla sua malattia, sfigurato e costretto a ricorrere a dosi sempre più forti di oppio per attenuare le sue sofferenze. Si convince di essere stato derubato di un romanzo, La Sœur grise (di cui nessuno ha mai trovato traccia). Scrive il suo Album d'un pessimiste di cui aveva pubblicato alcuni estratti nel 1823. Il 31 dicembre 1829, Alphonse Rabbe muore in circostanze non chiarite dopo aver ingerito una dose eccessiva di oppio (probabile suicidio).  La sua località natale, gli ha intitolato, nel 2007, la propria Biblioteca civica.
Per lungo tempo in Italia misconosciuto, la sua vita e la sua opera cominciarono a diffondersi anche nel nostro Paese, dal 1990, grazie allo studio biografico-critico elaboratone da Massimo del Pizzo e Bruno Pompili - Alphonse Rabbe: la parola austera e la parola disperata- con edizione annessa dell'Album d'une pessimiste (Schena Editore).

## Opere
- Introduzione del Voyage pittoresque en Espagne di A. Laborde, 1808
- Précis d'histoire de la Russie, 1812
- Résumé de l'histoire d'Espagne, 1823
- Résumé de l'histoire du Portugal, 1823
- Résumé de l'histoire de la Russie, 1825
- Histoire d'Alexandre I empereur de Russie, 1826
- Album d'un pessimiste, 1835

## Posterità
La fama di Alphonse Rabbe è legata all'opera Album d'un pessimiste. I suoi amici, come Alexandre Dumas, Victor Hugo nei suoi Chants du crépuscules, Sainte-Beuve nei Portraits contemporains, o autori come Baudelaire, in Fusées, hanno risentito della sua influenza. Più tardi André Breton non lo dimenticherà nel suo Manifeste du surréalisme.